# منيف (السبرة)

تعديل مصدري - تعديل

منيف محلة تابعة لقرية المصانع، التابعة لعزلة زبيد بمديرية السبرة إحدى مديريات محافظة إب في الجمهورية اليمنية.، بلغ تعداد سكانها 116 حسب تعداد اليمن لعام 2004.